# Drćevac
Drćevac (en serbe cyrillique : Дрћевац) est un village de Serbie situé sur le territoire de la Ville de Leskovac, district de Jablanica. Au recensement de 2011, il comptait 290 habitants.

## Démographie
| 1948 | 1953 | 1961 | 1971 | 1981 | 1991 | 2002 | 2011 |
| ---- | ---- | ---- | ---- | ---- | ---- | ---- | ---- |
| 733  | 711  | 612  | 493  | 458  | 365  | 309  | 290  |

|  |